# Стеклянная мануфактура
Стеклянная мануфактура это автомобильный завод и выставочное пространство в Дрездене, принадлежащее немецкому автоконцерну Volkswagen и спроектированное архитектором Гюнтером Хенном. Мануфактура была открыта в 2002 году для сборки автомобилей Volkswagen Phaeton, которые производились здесь до 2016 года. С 2017 года на мануфактуре организовано производство электрической версии модели Volkswagen Golf.

## Название
Немецкое название «Gläserne Manufaktur» («фабрика из стекла») представляет собой игру слов связывающую два значения «прозрачный» и «стеклянный», подразумевая оптическую прозрачность и прозрачность производственного процесса.

## Здание
Стены фабрики практически полностью стеклянные. Полы полностью покрыты паркетом из канадского клена. Удобная планировка здания рассчитана на прием до 250 посетителей в день. Чтобы птицы не влетели в стекло, наружная акустическая система имитирует птичий язык, отмечая территорию как «занятую».

## Автомобильное производство
Длина конвейера мануфактуры составляет 1,5 км. На полностью автоматизированной сборочной линии используется 60000 магнитов. На производстве отсутствуют вредные выбросы и шум.
Завод первоначально использовался для сборки флагманского седана Volkswagen, Phaeton. Резервные мощности также использовались для производства автомобилей Bentley Continental Flying Spur предназначенных для европейского рынка до 2006 года, когда производство было переведено на завод Bentley в Крю, Англия. Производство Bentley Flying Spur возобновилось на мануфактуре в конце 2013 года. На заводе производилась только окончательная сборка. Такие операции, как штамповка и сварка, а также окраска стальных корпусов проводились в Цвиккау. Окрашенные кузова привозили на завод в грузовиках. Остальные 1200 деталей и 34 предварительно смонтированных компонента прибывали в логистический центр, а затем доставлялись на завод транспортными средствами CarGoTram, которые курсируют по путям общественного транспорта Дрездена. Volkswagen ID.3 производится здесь с конца 2020 года.

## Месторасположение
Мануфактура расположена в центре Дрездена, города с барочной архитектурой и 800-летней историей, известного своими ремёслами. Здание находится в углу парка Großer Garten, где до Второй мировой войны располагался конференц-центр. Volkswagen посадил здесь 350 деревьев.

## Современное использование
Посетители могут протестировать электромобили VW в течение 30 минут, совершить виртуальную экскурсию по Дрездену и посмотреть на различные экспонаты, связанные с электрическими и гибридными технологиями VW.
Немецкий телеканал ZDF время от времени снимает философские панельные дискуссии программы «Философский квартет» в здании мауфактуры.

## Использование ранее
Мануфактура ранее предлагала посетителям серию образовательных аттракционов, связанных с VW Phaeton. Аттракционы, разработанные BRC Imagination Arts, включали:
1) Vision World, мультимедийный «глобальный театр», позволяющий посетителям следить за пульсом планеты в режиме реального времени;
2) виртуальный тест-драйв, показывающий настоящий VW Phaeton в сочетании с технологией Motion Base и созданными компьютером декорациями;
3) компьютерный конфигуратор автомобилей, позволяющий посетителям создать VW Phaeton своей мечты;
4) интерактивный Techwall, объясняющий работу информационно-развлекательной системы Phaeton;
5) виртуальный производственный тур; и
6) мультимедийное пространство для выдачи новых автомобилей их покупателям.

## Галерея
- CarGoTram доставляет детали на Стеклянную мануфактуру
- CarGoTram на Pirnaischer Platz в Дрездене - Доставка деталей на Стеклянную мануфактуру, 2017 год
- Автомобильная "башня" на Стеклянной мануфактуре Volkswagen в Дрездене
- Расположение Стеклянной мануфактуры в парке Großer Garten
- Центральный вход в здание Стеклянной мануфактуры
- Здание Стеклянной мануфактуры Volkswagen